# Brökelmann Aluminium
Brökelmann Aluminium, kurz FWB, ist ein mittelständisches Unternehmen aus Ense-Höingen im Kreis Soest. Gegründet wurde es 1910 von Friedrich Wilhelm Ottilius Brökelmann, einem Nachfahren von Friedrich Wilhelm Brökelmann, in Neheim. Der Firma wurde in den 1980er Jahren nach Ense verlegt. Im Jahr 2014 wurde das Familienunternehmen an Interfer verkauft.

## Firmengeschichte
Nachdem 1908 die 1826 gegründete Ölmühle der Familie abgebrannt war, gründete Brökelmann 1910 die F.W. Brökelmann Aluminiumwerk KG. Das Werk war eines der ersten Unternehmen in Deutschland, das den Werkstoff Aluminium verarbeitete. Anfangs spezialisierte sich das Unternehmen auf die Herstellung von Haushaltswaren aus Aluminium. In diesem Bereich übernahm es kurz nach der Gründung die Marktführerschaft im Deutschen Kaiserreich.

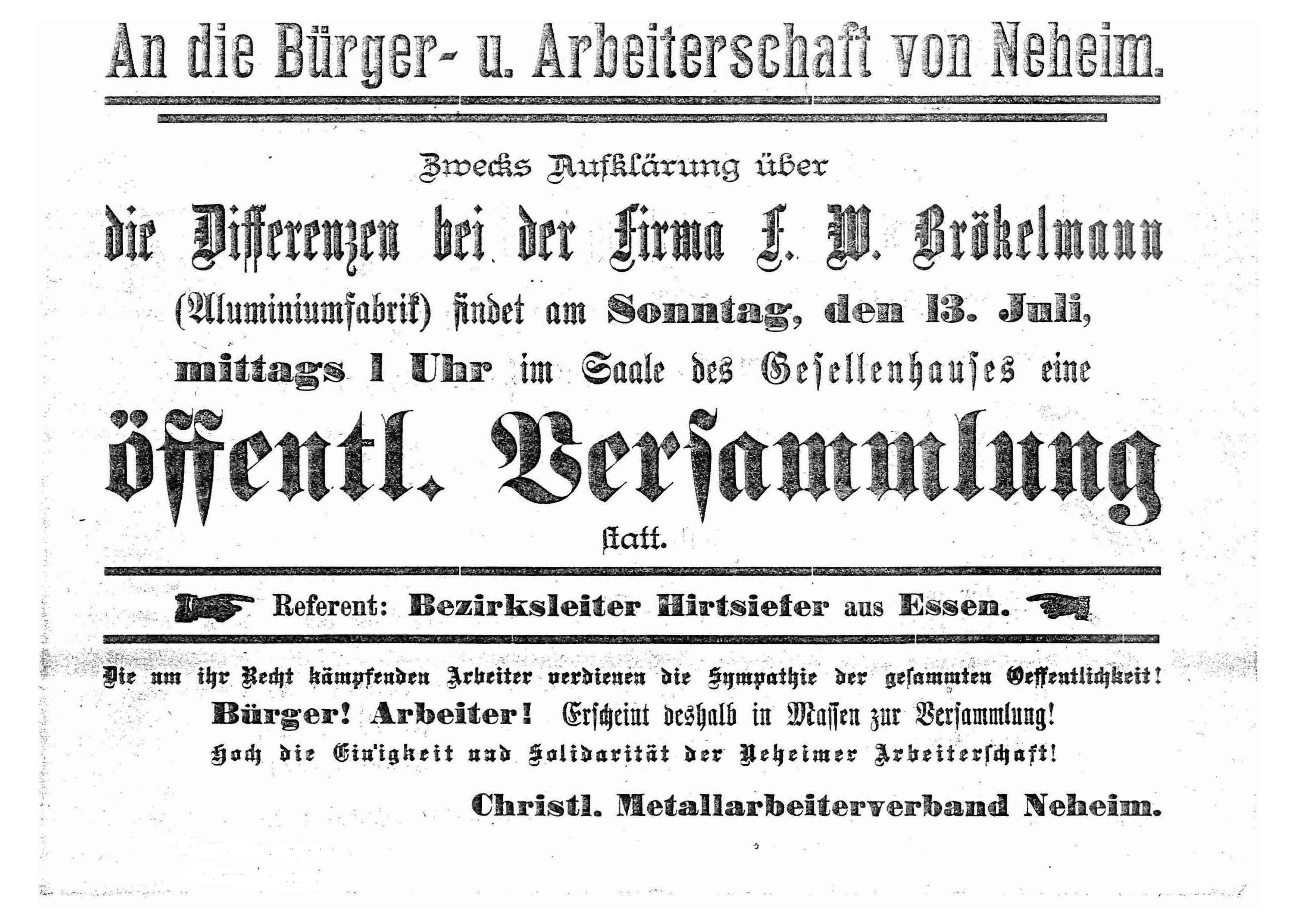
Streikplakat aus dem Jahr 1913

Unmittelbar nach der Gründung wurde eine Arbeitsordnung erlassen. Darin hieß es: „Arbeiter und Arbeitgeber gehören zusammen. Nur dadurch, dass sich ein enges Band zwischen beiden bildet und beide Teile aufrichtiges Vertrauen zueinander haben, ist ein wachsendes Gedeihen der Fabrik gewährleistet und wird es den Leitern derselben ermöglicht, für das Wohl der Angestellten in weitestgehenden Maße Sorge zu tragen. Ich lege es daher jedem ans Herz, die Einrichtungen der Fabrik so zu achten und zu hüten, als wenn sie ihnen selbst gehöre, und zu vermeiden über Fabrikangelegenheiten mit fremden Personen unnütz zu [sprechen], sondern solches als strenges Geheimnis zu bewahren.“
Diese Hoffnung erfüllte sich nicht. Bereits 1913 kam es zu einem Streik in der Fabrik. Dieser war insofern von Bedeutung, weil er nach dem Niedergang des Sauerländischen Gewerkvereins dazu führte, dass die gewerkschaftliche Arbeiterbewegung in der Stadt wieder Fuß fassen konnte.
Energietechnisch war der Betrieb unabhängig, da er seit 1918 die Rechte zur Wassernutzung der Möhne zur Erzeugung von elektrischem Strom hatte. Im Jahr 1936 wurde das Werk um ein eigenes Aluminiumwalzwerk erweitert. Gleichzeitig begann die Produktion gewerblicher Geräte. Der Produktionsschwerpunkt lag allerdings in der Herstellung von Aluminiumblechen. In dieser Zeit beschäftigte das Unternehmen 220 Arbeiter. Das Neheimer Werk wurde 1943 durch die Flutwelle der Möhnekatastrophe zerstört.  Zwangsarbeiterinnen der Firma, die im Zwangsarbeiterlager Möhnewiesen untergebracht waren, starben. Erst 1945 konnte die Produktion wieder aufgenommen werden.
Im Jahr 1952 wurde das Werk um zwei Stangenpressen und 1955 um eine Leichtmetallabteilung erweitert. In dieselbe Zeit fällt die Entwicklung der ersten Tür, die vollständig aus Aluminium bestand. Insgesamt nahm die Produktion von Fensterelementen und anderen Produkten für das Baugewerbe zu. Im Jahr 1962 wurde ein Zweigwerk in Ense-Höingen errichtet. In Neheim kamen 1968 ein neues Produktions- und ein neues Verwaltungsgebäude hinzu. Im Jahr 1985 wurde die Produktion am Standort Neheim aufgegeben. Einige Jahre später wurde auch die Verwaltung nach Höingen verlagert. Im Jahr 2000 kaufte die Firma das Unternehmen Innotec.
Die Knauf Interfer SE erwarb die F. W. Brökelmann Gruppe zum 3. Dezember 2014 alle Anteile der F. W. Brökelmann Gruppe (FWB) übernommen und anschließend 2022 wurde Brökelmann Aluminium zur Knauf Interfer Aluminium GmbH umbenannt.

## Produktion
Heute stellt die Firma Aluminiumprodukte in vielen Variationen her. Einige Automobilhersteller und Flugzeugbauer beziehen einzelne Teile bei Brökelmann Aluminium. Hinzu kommen die Produktion von Aluminiumprofilen für Bau und Industrie, Wärmetauscher-Komponenten und auch HighTech-Türen aus Aluminium, die dem Unternehmen entgegen dem Markttrend steigende Umsätze bescheren.
Laut des Geschäftsberichts von 2004 hat FWB mit seinen etwa 320 Mitarbeitern einen Jahresumsatz von etwa 80 Millionen Euro erzielen können. In den folgenden Jahren stieg dieser auf rund 90 Millionen im Jahr 2007 an, wo etwa 22.000 Tonnen Aluminium verarbeitet wurden.